# Michel Pagel
Pour les articles homonymes, voir Pagel.
Œuvres principales
- L'Équilibre des paradoxes
- La Comédie inhumaine
- Le Roi d'août

Michel Pagel, né le 28 octobre 1961 à Paris, est un écrivain français connu pour ses romans de science-fiction et de fantastique. Il a obtenu le prix Rosny aîné et le prix Julia-Verlanger en 2000 pour son roman L'Équilibre des paradoxes, ainsi que le grand prix de l'Imaginaire en 2003 pour Le Roi d'août.
Il est connu sous les pseudonymes suivants : Félix Chapel, Mike Nofrost, Terence Corman (collectif), Don A. Seabury (collectif), Luc Belladonnal (collectif), Pierre-Alexis Orloff.

## Biographie et carrière
Michel Pagel est né le 28 octobre 1961 à Paris.
Depuis sa première nouvelle, parue en 1978 dans le fanzine Espace-Temps, Michel Pagel a abordé tous les genres des littératures de l'imaginaire de la science-fiction (Casino perdu, L'Équilibre des paradoxes) à la fantasy (Les Flammes de la nuit) et, surtout, le fantastique pour lequel il a un penchant particulier.
L'Œuvre du diable, dernier volume de son opus majeur, La Comédie inhumaine est paru en 2004.
Il est également traducteur de nombreux ouvrages anglo-saxons, comme Gwendy et la boite à boutons ou Elevation, deux courts romans de Stephen King. Cette partie de son œuvre est distinguée en 2000 par le Grand Prix de l'Imaginaire attribué à ses traductions de Joe Haldeman et de Graham Joyce.

## Œuvres

### Cycles
- La Comédie inhumaine : On trouvera ici les premières éditions des textes liés à ce cycle ; J'ai lu réédite depuis 2003 l'intégralité du cycle.
  - Le Diable à quatre, Fleuve noir, coll. Anticipation, Paris, 1988
  - Sylvana, Fleuve Noir, coll. Anticipation, Paris, 1989
  - Désirs cruels, (Recueil), Fleuve Noir, coll. Anticipation, Paris, 1990
  - L'Antre du serpent, Fleuve Noir, coll. Anticipation, Paris, 1990
  - Le Refuge de l'agneau, Fleuve Noir, coll. Anticipation, Paris, 1991
  - Nuées ardentes, Orion/Étoiles Vives, Le Plessis-Brion, 1997
  - L'Ogresse, Naturellement, Pantin, 2000 (Prix Bob Morane, 2001)
  - L'Œuvre du Diable, J'ai Lu, coll. Millénaires, Paris, 2004
  - L'Esprit du vin, J'ai Lu, Paris, 2005

- Les Flammes de la nuit
  - La Sorcière, Fleuve Noir, coll. Anticipation, Paris, 1985
  - Le Fou, Fleuve Noir, coll. Anticipation, Paris, 1986
  - Les Cavaliers dorés, (Recueil), Fleuve Noir, coll. Anticipation, Paris, 1987
  - L'Enchanteur, Fleuve Noir, coll. Anticipation, Paris, 1987

- L'Ange du Désert
  - L'Ange du désert, Fleuve Noir, coll. Anticipation, Paris, 1985
  - La Ville d'acier, Fleuve Noir, coll. Anticipation, Paris, 1986

- L'Oiseau de Foudre (sous le pseudonyme de Félix Chapel)
  - Les Ailes tranchées, Fleuve Noir, coll. Anticipation, Paris, 1990
  - Le Temple de la mort turquoise, Fleuve Noir, coll. Anticipation, Paris, 1990
  - Le Sang de Fulgavy, Fleuve Noir, coll. Anticipation, Paris, 1990
  - Les Éphémères des sables, Fleuve Noir, coll. Anticipation, Paris, 1990
  - Les Fêtes de Hrampa, Fleuve Noir, coll. Anticipation, Paris, 1991

- Tom Goupil
  - Le Crâne du Houngan, Fleuve Noir, coll. Aventures et Mystères, Paris, 1995
  - L'Héritier de Soliman, Fleuve Noir, coll. Aventures et Mystères, Paris, 1995

- Les Immortels
  - Les Mages de Sumer, Le Pré aux Clercs, Paris, 2006
  - Les Mages du Nil, Le Pré aux Clercs, Paris, 2006

- Panthéra (sous le pseudonyme de Pierre-Alexis Orloff)
  - L'Effroyable Vengeance de Panthéra, Rivière Blanche, coll. Noire, Encino (Californie), 2008
  - Panthéra contre Faustus, Rivière Blanche, coll. Noire, Encino (Californie), 2011
  - La Mère de Panthéra, Rivière Blanche, coll. Noire, Encino (Californie), 2014
  - Un Amour de Panthéra, Rivière Blanche, coll. Noire, Encino (Californie), 2016
  - Panthéra et la Sorcière du Poitou, Rivière Blanche, coll. Noire, Encino (Californie), 2018
  - Panthéra contre Panthéra, Rivière Blanche, coll. Noire, Encino (Californie), 2020
  - Panthéra et le Démon, Rivière Blanche, coll. Noire, Encino (Californie), 2021

### Romans indépendants
Par ordre chronologique de parution.
- Demain matin, au chant du tueur, 1984, Fleuve Noir, coll. Anticipation.
- La Taverne de l'espoir, 1984, Fleuve Noir, coll. Anticipation
- Le Viêt Nam au futur simple, 1984, Fleuve Noir, coll. Anticipation.
- Pour une poignée d'helix pomatias, mai 1988, Fleuve Noir, coll. Anticipation n°1628, Paris,  (ISBN 2-265-03837-7)[6] : L'agent secret Chris Malet a la capacité de pénétrer dans le récit de romans afin d'y exécuter des missions pour les services secrets français. Il devient donc lui-même, le temps de ses missions, un personnage de roman. Il y rencontre d'autres personnages (y compris des personnages provenant d'autres romans !), mais aussi les auteurs de ces œuvres de fiction, en particulier l'auteur Michel Pagel.
- Le Cimetière des astronefs, juillet 1991, Fleuve Noir, coll. Anticipation n°1833,  (ISBN 2-265-04551-9)[7] : Gaba est un contrebandier. Un milliardaire lui propose de rechercher le mystérieux « Cimetière des astronefs » pour y découvrir le secret de l'Immortalité. Lors de son périple, il croise la route d'une jeune femme, Sylma, qui l'aide à retrouver ce cimetière spatial. Mais finalement la quête aura été étonnamment facile : il sent bien qu'il a été manipulé depuis le début. Mais par qui ? et pourquoi ? La fin du roman évoque l'existence d'un être doté de pouvoirs quasi-divins qui a effectivement manipulé Gaba comme un personnage de roman.
- Casino perdu, 1998, Fleuve Noir, coll. SF/Space.
- Cinéterre, 1998, Fleuve Noir, coll. SF/Métal.
- La Sirène de l'espace (1999, Fleuve Noir, coll. SF/Space) : Francis Briand quitte le service militaire de la Fédération terrienne et s'apprête à rejoindre la Terre. Il est embarqué de force dans un vaisseau corsaire commandé par le capitaine John Golden. Ce dernier doit exécuter une mystérieuse mission avec l’aide d'une Sirène de l’espace, être artificiel disposant de pouvoirs inattendus et dont Francis tombe amoureux. Au fil de son périple spatial, Francis ne tarde pas à penser que le capitaine Golden agit comme un archétype des romans de flibusterie et qu'il communique sa folie au reste de l'équipage. Alors que Gaba se prend pour Long John Silver, Francis lui-même se met à agir comme un personnage de fiction : « le héros au grand cœur », la sirène est « la gente dame prisonnière », et ses compagnons du vaisseau spatial ont tous un rôle archétypal qu'ils jouent à la perfection.
- L'Équilibre des paradoxes, 1999 , Fleuve Noir, coll. SF/Métal, Prix Rosny aîné,2000 et Prix Julia-Verlanger, 2000.
- Le Roi d'août, 2002, Flammarion, Grand Prix de l'Imaginaire, 2003.
- Le Casino perdu, suivi de Orages en terre de France, 2006, Les moutons électriques.
- Le Dernier des Francs, 2012, Rivière Blanche  (ISBN 978-1-61227-105-7)
- Le Club, Les Moutons électriques, 2016  (ISBN 978-2361832421)

### Traductions
- Gary Gygax (trad. François Marcela-Froideval et Michel Pagel), Manuel des monstres [« Monster Manual »], Transecom, coll. « Règles avancées officielles de Donjons & Dragons », 1987, 112 p.
- David « Zeb » Cook, Jon Pickens et Steve Winter (trad. Régis Destrac et Michel Pagel), Manuel des joueurs [« Player's Handbook »], Transecom, coll. « Règles avancées de Donjons & Dragons », 1989, 244 p.
- La Paix éternelle, Joe Haldeman, Pocket, coll. Rendez-vous ailleurs, Paris, 1999 (Grand Prix de l'Imaginaire 2000 pour la traduction).
- American Gods, Neil Gaiman, Le Diable Vauvert, Vauvert, 2002.
- Anansi Boys, Neil Gaiman, Le Diable Vauvert, Vauvert, 2006.
- Indiana Jones et le Périle à Delphes, Rob McGregor, Milady, Bragelonne, 2008.
- Indiana Jones et la Danse des Géants, Rob McGregor, Milady, Bragelonne, 2008.
- Zhongguo (L'Empire du milieu, La Roue brisée, La Montagne blanche), David Wingrove, Éditions l'Atalante, 2007.
- Le Monde englouti, J. G. Ballard, Éditions Denoël, coll. Lunes d'encre, 2008.
- Babel, R.F. Kuang, De Saxus, 2023.

### Nouvelles
- 11h00 : Le Syndrome de Bahrengenstein, 2000  (De minuit à minuit, anthologie composée par Daniel Conrad. Fleuve Noir, 2000.
- À l'aube de la décennie du Soleil Pourpre, 1986  (Vopaliec n° 80 bis : Le pays du vent, anthologie composée par André-François Ruaud, juin 1986.
- Adieu, Prince Charmant, 1999  (Libération n° 5653, rubrique « Ligne noire : un jour, une station de métro », 22 juillet 1999.
- Alcool et (Dé)raison, 1983.
- L'Arbre de mort, 2003, Asphodale n° 4, 2003.
- Atavisme, 2002, Galaxies n° 25, été 2002.
- Bonsoir Maman, 1991, Phénix n° 28 « Chauds effrois », septembre 1991.
- Brise d'automne, 1983.
- Ce n'était qu'un rêve, 1994, Destination Crépuscule, anthologie composée par Gilles Dumay. Destination Crépuscule, 1994.
- Le Chat, eEn coll. avec Pierre-Paul Durastanti, 1983, Rivages n° 11, juin 1983.
- Les Cinq Tentacules de méduse, 1982, Morgoth n° 2, avril 1982.
- Cosplay, 2013, Bifrost n° 71, juillet 2013.
- Crescendo, 1982, Morgoth n° 1, janvier 1982.
- Dans la lumière, Je viendrai, 2011, Dimension de Capes et d'Esprits - tome 2, anthologie composée par Éric Boissau. Rivière Blanche, juillet 2011.
- L'Enlèvement de la reine des feys, 2002, Détectives de l’impossible, anthologie composée par Stéphane Nicot. Paris : J’ai Lu, avril 2002 (Millénaires n° 6047).
- Erreur d'appréciation, 2015, Millefeuille littéraire, anthologie composée par Cathy Martin. Librairie Bédéciné, Toulouse, février 2015.
- L'Étranger, 1999, Futurs antérieurs, anthologie composée par Daniel Riche. Paris : Fleuve Noir, 1999.
- Les Fantômes de La Rougemûrière, 2016.
- Flora, 1983, Les Jeunes loups n° 2 : Lonesome Dreamer, avril 1983.
- Le Goût du sang, 2003, Bifrost n° 30, avril 2003.
- Hantons !, 2004, La Liberté de l’Est n° 18184, 11 mai 2004.
- Les Hérauts d'hier, 2011, La Vie à ses rêves, recueil de Michel Pagel, éd. Black Coat Press, coll. Rivière Blanche, novembre 2011.
- Histoire d'un homme qui aime, qui rêve et qui meurt, 1982.
- L'Index brisé, 2001, Victorian cosy, anthologie Centre de Recherches Holmésiennes & Victoriennes, décembre 2001.
- Kensaï, 1988, Bouches d’ombres, anthologie composée par André-François Ruaud. Belgique, Bruxelles : Sphinx/Phénix, décembre 1988 (Chimère, n° 3).
- Ma création, mon esclave, mon ami, en coll. avec Luc Blanchard) , 1982.
- Les Mains de Farah Yole, 1989, Désirs cruels, recueil de Michel Pagel, éd. Fleuve Noir, novembre 1989.
- Mille Pattes, cycle La Comédie Inhumaine, 2002, Noires sœurs, anthologie composée par Serena Gentilhomme, L’'Œil du Sphinx, août 2002 (Les manuscrits d'Edward Derby [2ème série], n° 5).
- Le Monde des A ou La Destruction organisée d'une utopie par le Pr. A.E. Vandevogtte, 2008, Bifrost n°52, octobre 2008.
- La Mort de John Smith, 2018, Bifrost n°91, juillet 2018.
- Oh, Barbara, quelle connerie l'amour !, 1983, Rivages HS n. 2 : Argh, Barbara..., septembre 1983.
- Par delà les murs qui saignent, en coll. avec Roland C. Wagner, 1984, Univers 1984, anthologie composée par Joëlle Wintrebert, J'ai Lu, 1984.
- Paysage mental d'un assassin, 1982, Garichankar n°6, juin 1982.
- Le Petit Coup d'épée de Maurevert, 2008, nouvelle uchronique dans l'anthologie Divergences 001 composée par Alain Grousse, Flammarion Jeunesse, coll. Ukronie.
- Le Phénix, 1984.
- Pour être un homme, 1998, Fleuve Noir, anthologie composée par Alain Névant et Henri Loevenbruck.
- Projection, 1982, Quatrième vague... bientôt la marée, anthologie composée par Roland C. Wagner. Extraordinaire spécial n° 1 (5 bis), 1982.
- Les Rêves secrets des araignées martiennes, 1982, Les Rêves Secrets des Magiciens Enchaînés, anthologie composée par Philippe Caille, Espaces Libres, 4ème trimestre 1982.
- La Roche aux fras, juillet 1999, cycle La Comédie inhumaine), dans la revue Ténèbres n°7, 1999 (Prix Masterton 2000.
- La Roue Kadique, 1978, Espace Temps n°7, été 1978.
- La Route de Memphis, 2003, Rock Stars, anthologie composée par Patrick Eris, éd. Nestiveqnen, avril 2003 (Fractales/Science-fiction).
- Le Samouraï, 1998.
- Le Syndrome de Bahrengenstein, 2000, De minuit à minuit, anthologie composée par Daniel Conrad, éd. Fleuve Noir, 2000.
- Le vampire est vivant !, 2003, Galaxies n°30, automne 2003.
- Le Véritable Secret de Wilhelm Storitz, 2005, La Machine à remonter les rêves, anthologie composée par Richard Comballot et Johan Heliot, éd. Mnémos, avril 2005.
- La Vie à ses rêves, 2012, recueil, Rivière Blanche.

### Chroniques
- Pour une poignée de Nanars, Rivière Blanche, Hors-séries, Encino (Californie), 2018

### Livres dont vous êtes le héros
- Les Mines du roi Salomon (La saga du prêtre Jean 3), (en collaboration avec Doug Headline et Dominique Monrocq), Hachette, coll. Haute Tension - Maître du jeu, 1986[8]
- Le Prince des voleurs, (Sindbad le magnifique 1), (en collaboration avec Doug Headline et Fred Gordon), Le Livre de Poche, coll. Livre Interactif, 1987[8]